# Vistakulle station
Vistakulle station var en station på smalspåriga Jönköping–Gripenbergs Järnväg vid Vista kulle. 
Vistakulle station byggdes för att befrämja Vista kulle som ett utflyktsmål från Jönköping. År 1901 gjordes den ursprungliga stationen om till turisthotell och ett nytt envånings stationshus uppfördes. 
Efter nedläggningen av järnvägen 1935 anlades så småningom en smal bilväg från Kaxholmen till Gisebo på den tidigare banvallen förbi bland annat den tidigare Vistakulle station. Vid Vistakulle passeras en djup skärning i berget.
Stationen nedklassades till hållplats 1931. 

## Bildgalleri

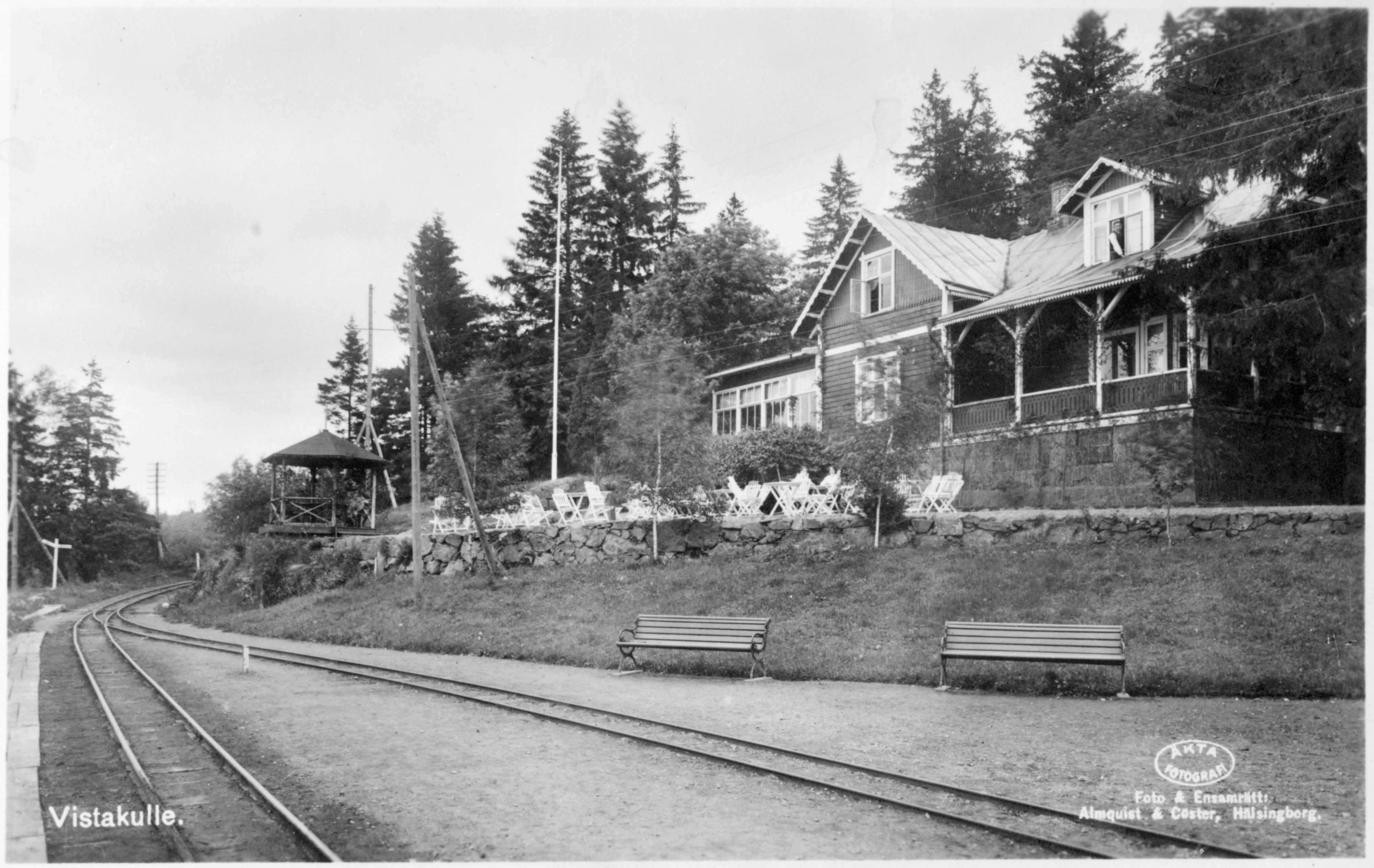
Turisthotellet
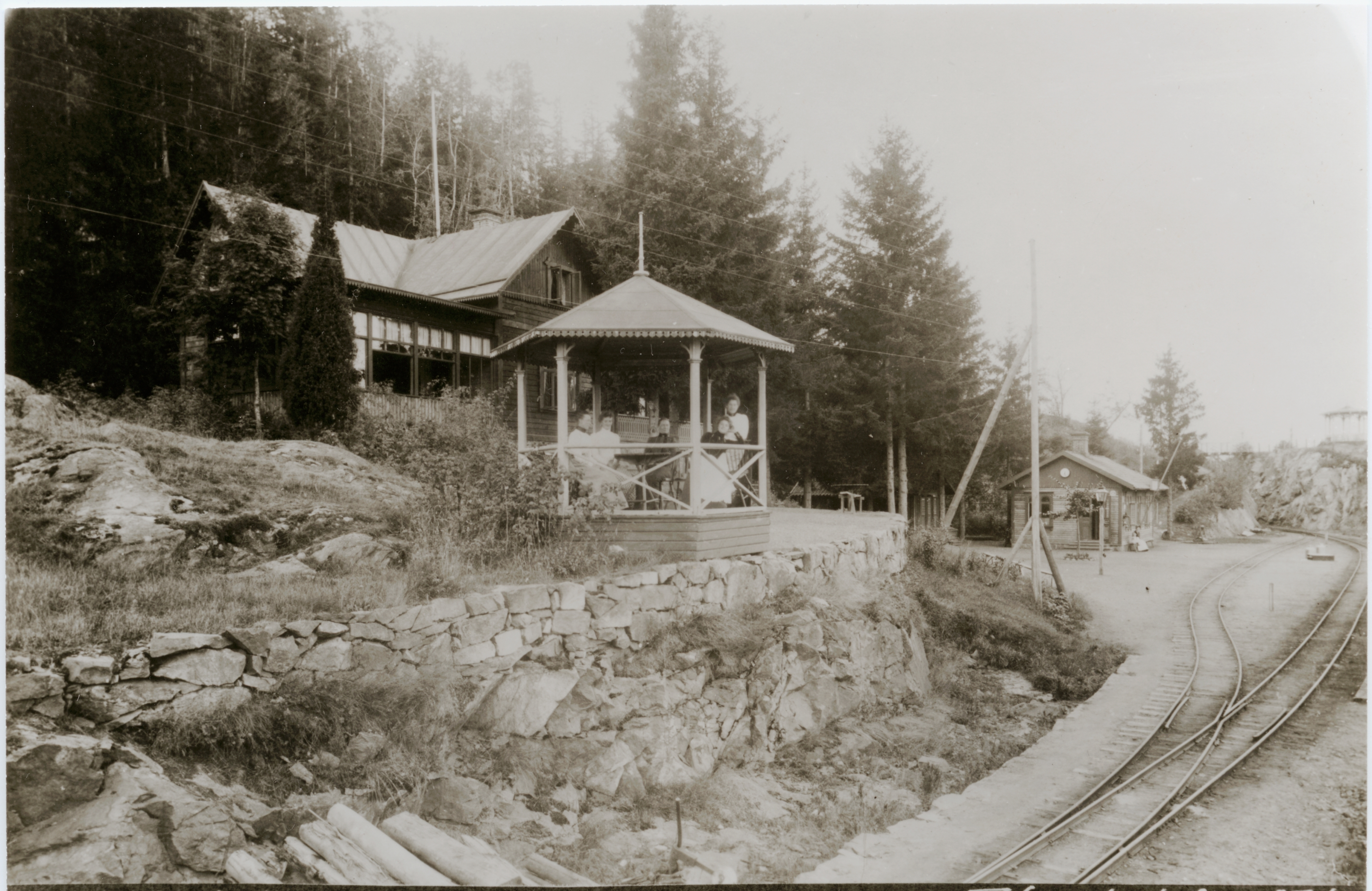
Till vänster turisthotellet och dess groggveranda, till höger i fonden stationshuset från 1901
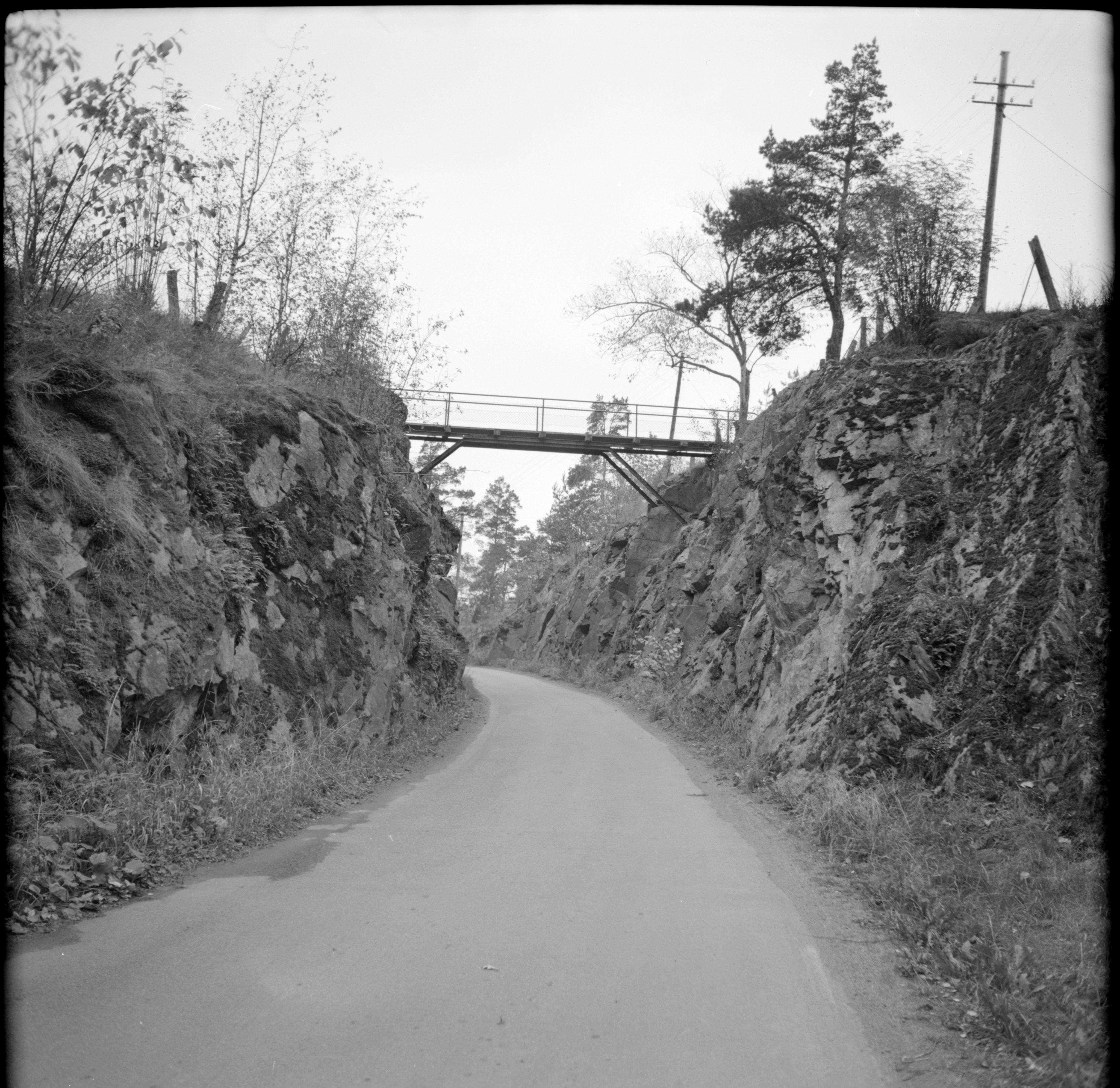
Gångbron vid tidigare Vistakulle station, 1968